# Puras joyitas
Puras joyitas es una película venezolana de César Oropeza y Henry Rivero protagonizada por el actor cubano mexicano Mario Cimarro y los actores venezolanos Albi De Abreu, Miguel Ferrari y Erich Wildpret.

## Sinopsis
A la cabeza de un grupo de profesionales del engaño, apodados "Los Entendidos", el misterioso hombre sin nombre (o SN, interpretado por Mario Cimarro) lleva a cabo una rápida, sencilla y eficiente estratagema para apoderarse de un camión blindado, logrando un botín multimillonario.
Tras ejecutar lo que los medios califican como el golpe de la década, Funboy, el genio del equipo, es secuestrado por los esbirros del Tío André, un elegante sesentón, temido y excéntrico jefe del hampa seria, que tras finos modales y costumbres maternales, oculta intenciones asesinas.
Con el fin de liberar a su compañero (Funboy) de la deuda que le ocasionaría una muerte lenta y dolorosa, El Coqueto y Rodilla aceptan seguir a SN en el desafío propuesto por el Tío André: apropiarse de la corona del concurso de belleza más importante del país.
Sin que nadie lo note, Los Entendidos deberán extraer la corona del concurso y sustituir las piezas plásticas por diamantes verdaderos, que fueron robados por la banda del Tío André, para luego devolverla a su lugar sin despertar sospechas.
De esta manera la corona, ahora con una carga ilícita de piedras preciosas, viajará sobre la testa real de la ingenua y recién nombrada reina, hacia Filipinas (sede de un famoso concurso de belleza internacional), donde la espera nada más y nada menos que el Sr. Tanaka, despiadado asesino y empresario del crimen de categoría mundial.
Haciendo alarde de su frío temperamento, SN persuade al Tío André de que la única oportunidad para extraer la corona y reemplazar las joyas, se presentará en la misma noche del concurso, durante la transmisión en vivo y ante la mirada de millones de telespectadores.
Ante semejante plan y convencido de que esa noche va obtener la última risa, El Tío André espera ansioso el desfile de la reina para descubrir quien se corona primero...

## Los Entendidos
Es el nombre que reciben los protagonistas de esta banda de delincuentes que se dedican juntos a realizar robos perfectamente planificados.

### Sin Nombre o SN
Inteligente, calculador, astuto y narrador de los hechos. Su verdadero nombre es tan extraño y tan impronunciable que no lo podemos colocar en este texto, la compleja pronunciación y las risas que puede causar al oírlo no es "supuestamente" la razón de que no quiera que le llamen por su nombre sino sus ganas de vivir en el anonimato. SN dejó la bebida y el fumar hace varios años por lo que lo único que toma es agua (normalmente agua de marca "Minalba").

### Rodilla
Experto en armas y métodos de destrucción. Tiene una original forma de hablar un poco inspirada en la de un malandro. Es calvo y usa peluca; además, tiene cantidad de prótesis extendidas por todo su cuerpo, debido a un sinfín de lesiones que este ha sufrido. Sin embargo, sólo el 10% de las lesiones fueron provocadas por su trabajo sucio; el otro 90% se lo debe a su mujer (a quien, a pesar de esto, dice amar).

### Funboy
Es el más inteligente y culto del grupo. Si bien no lo dirige, ayuda de forma tremenda a sus compañeros (aunque una vez se metió en líos con el Tío André, por lo que él y el resto del grupo tuvieron que pagar la deuda). Funboy posee más de 15 títulos técnicos, 13 postgrados -todos logrados antes de los 19 años y con honores académicos; tiene 3 especialidades médicas, 2 tipos de ingeniería, arquitectura, arte, idiomas vivos y muertos, química, física, el derecho local en tres países de Latinoamérica y derecho para practicarlo en tres continentes. Además, es experto en las más variadas disciplinas: alta cocina, prestidigitación y ballet clásico; también tiene unos arreglos florales que según SN te dejarían sin aliento. Se sospecha que Funboy es de origen extraterrestre o, por lo menos, no es de origen totalmente humano.

### Coqueto
Este es experto esencialmente en 3 cosas:
- No hay hombre al que no pueda vencer.
- No hay mujer que se le resista.
- Tiene una capacidad única para abrir cualquier tipo de puertas

Esta última habilidad fue esencial para lograr su objetivo de robarle unas valiosas joyas a Tío André. Coqueto frecuentemente le sustrae la billetera a SN sin que este lo note (aunque SN no tarda en ordenarle que se la devuelva).

## Elenco
| Actor              | Personaje                       |
| ------------------ | ------------------------------- |
| Mario Cimarro      | El misterioso hombre sin nombre |
| Miguel Ferrari     | Rodilla                         |
| Erich Wildpret     | Funboy                          |
| Albi De Abreu      | Coqueto                         |
| Juan Pablo Raba    | Bigote                          |
| Jorge Palacios     | Tío André                       |
| Pedro Pérez (Budu) | Kong Kong                       |
| Julie Restifo      | Marcela Gruedken                |
| Gabriela Vergara   | La chica                        |
| Karina Velásquez   | Jevita                          |
| Eileen Abad        | -                               |
| Anabelle Blum      | Conductora del Certamen         |